# ル・マン駅

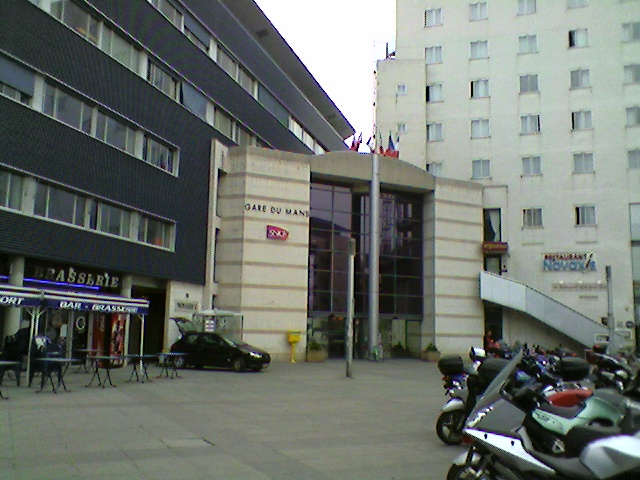
ル・マン駅南口

ル・マン駅（ル・マンえき、Gare du Mans）は、フランスの都市ル・マンにあるフランス国鉄 (SNCF) の鉄道駅である。1852年開業。1989年にLGV大西洋線経由でTGVが乗り入れた際に南口が新設された。

## 路線・列車
パリのモンパルナス駅からル・マンを経由してレンヌ方面へ向かう路線と、アンジェへの路線の分岐点である。またトゥール方面とカーン方面への路線もある。LGV大西洋線が駅の東方で在来線と合流している。
TGVによりパリ・モンパルナス駅と55分で結ばれる。TGVは西方向へはレンヌ経由サン・マロ、ブレスト方面、およびアンジェ経由ナント方面へ直通している。なおレンヌやナントへのTGVの中にはル・マン駅を通過するものもある。